# Marie de la Motte

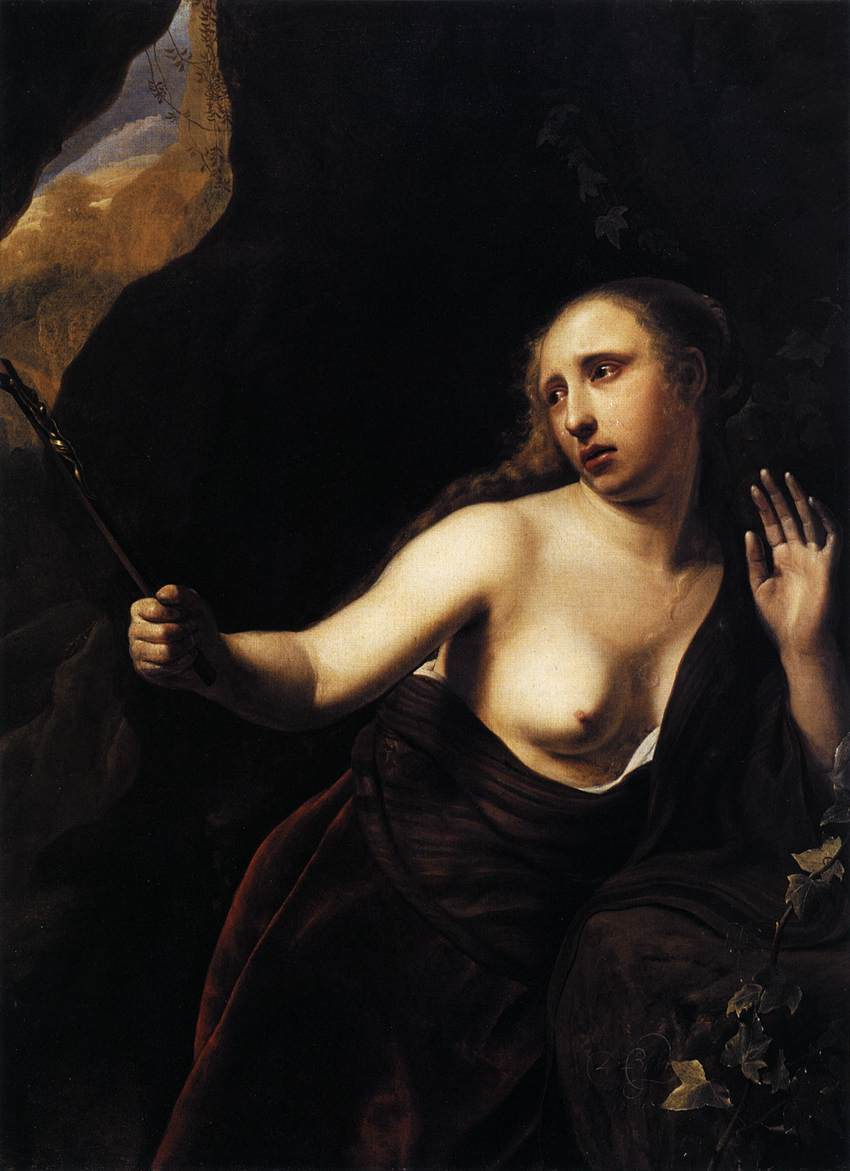
Marie de la Motte als Maria Magdalena op een schilderij van Dirck Bleker

Marie Jonas de la Motte (gedoopt Delft, 14 november 1627 – gestorven na 1683) was een Nederlands prostituee, hoerenwaardin en schildersmodel. Zo staat ze als Maria Magdalena op een schilderij van Dirck Bleker. Vanaf 1652 komt haar naam voor in gerechtelijke archieven, omdat ze herhaaldelijk in Amsterdam als prostituee of als hoerenwaardin is aangehouden.